# Brookside (Alabama)
Brookside ist ein ehemaliger Bergbauort, der zuerst von Einwanderern aus Osteuropa besiedelt wurde. Die Stadt liegt im westlichen Jefferson County im US-amerikanischen Bundesstaat Alabama. Im Jahr 2020 hatte Brookside 1253 Einwohner. Der Ort hat eine Gesamtfläche von 15,5 km².

## Geographie
Brookside liegt im Zentrum Alabamas im Süden der Vereinigten Staaten.
Nahegelegene Orte sind unter anderem Graysville (unmittelbar westlich angrenzend), Mount Olive (unmittelbar nordöstlich angrenzend), Adamsville (unmittelbar südlich angrenzend), Birmingham (1 km südlich) und Fultondale (3 km südöstlich).

## Geschichte
Die ersten Siedler erreichten das Gebiet 1838. Die Mine von Brookside wurde 1886 von der Coalburg Coal and Coke Company eröffnet. Ein Jahr später wurde die Mine von der Sloss Iron and Steel Company gekauft, die dort Brennstoffe für ihre Hochöfen abbauten. 1900 wurde die erste Schule gegründet, 1971 wurde ein Postamt eröffnet.
Starke Regenfälle ließen 2003 den Five Mile Creek über die Ufer treten und fluteten weite Teile des historischen Stadtzentrums.
Der Name der Stadt leitet sich möglicherweise von einem kleinen nahegelegenen Bach ab.

## Verkehr
Einen Kilometer westlich der Stadt verläuft der Interstate 22, 4 Kilometer östlich der Interstate 65 und 6 Kilometer östlich der U.S. Highway 31. Wenige Kilometer südlich besteht außerdem ein Anschluss an den Interstate 20 und Interstate 59.
13 Kilometer südöstlich befindet sich der Birmingham-Shuttlesworth International Airport.

## Demographie
Nach der Volkszählung 2000 hatte Brookside 1393 Einwohner, die sich auf 546 Haushalte und 393 Familien verteilten. Die Bevölkerungsdichte betrug 89,9 Einwohner/km². 90,52 % der Bevölkerung waren weiß, 8,69 % afroamerikanisch. Das Durchschnittseinkommen betrug 29.792 Dollar pro Haushalt, wobei 18,2 % der Bevölkerung unterhalb der Armutsgrenze lebten.
Bis 2019 sank die Einwohnerzahl auf 1329.